# Disorder
Disorder är ett album släppt av det japanska bandet The Gazette 2004.

## Låtlista
1. Intro (00:47)
2. THE $OCIAL RIOT MACHINES (03:36)
3. Carry? (04:29)
4. Zakuro gata no yuuutsu (03:56)
5. Maxium Impulse (05:38)
6. Hanakotoba (04:45)
7. Toukyou shinjuu (05:47)
8. SxDxR (03:21)
9. Anti pop (03:13)
10. 7 tsuki 8 nichi (04:38)
11. Saraba (06:14)
12. DISORDER HEABEN (01:20)